# Liste des incidents politiques et militaires japonais
Voici la liste des incidents politiques et militaires japonais sous l'empire du Japon (1868-1947).

## Incidents au Japon
Ce que la terminologie japonaise décrit comme « incident » sont parfois en fait des tentatives de coups d'État ou des attentats terroristes.

### Avec des étrangers
- Incident de Kobe ou de Bizen, fusillade entre soldats japonais et étrangers (2 février 1868)
- Incident de Sakai, massacre de marins français (8 mars 1868)
- Incident Gartner (ja), différent avec des envoyés prussiens au sujet d'un contrat d'aménagement de territoire à Hokkaidō (1869)
- Incident du María Luz, incident diplomatique à propos du sort de travailleurs forcés chinois détenus sur un navire péruvien (1872)
- Incident de Nagasaki ou de Bizen, affrontements meurtriers entre marins chinois et policiers japonais (13-15 aout 1886)
- Incident du Normanton, montée du sentiment anti-étranger au Japon après la mort de Japonais lors du naufrage d'un navire britannique (24 octobre 1886)
- Incident Imbrie (ja), agression du missionnaire américain William Imbrie (en) par des étudiants de l'université Meiji Gakuin durant un match de baseball (17 mai 1890)
- Incident de l'Ertuğrul (ja), naufrage de la frégate ottomane Ertuğrul (16 septembre 1890)
- Incident d'Ōtsu, tentative d'assassinat du tsarévitch Nicolas Alexandrovitch de Russie futur tsar Nicolas II (11 mai 1891)
- Incident de l'école britannique de Kumamoto (ja), (janvier 1892)
- Incident de l'Irtych (ja), naufrage du navire Irtych durant la bataille de Tsushima (28 mai 1905)
- Incident d'Hibiya, émeute en protestation aux termes du traité de Portsmouth mettant fin à la guerre russo-japonaise (5 septembre 1905)
- Incident du Shinano, massacre de dizaines d'ouvriers coréens essayant d'échapper au travail forcé (juillet 1922)
- Incident de Sakuradamon, tentative d'assassinat de l'empereur par un Coréen (9 janvier 1932)
- Incident de Shibuya, affrontements entre bandes rivales, dont des Taïwanais d'où implication de la Chine, pour le contrôle du marché noir (juin 1946)

### Luttes au sein du pouvoir
- Incident Tomomi (ja), tentative d'assassinat du ministre Iwakura Tomomi (14 janvier 1874)
- Scandale de la colonisation de Hokkaidō (ja), collusion politique (1881)
- Incident politique de 1881, crise politique entre la faction autoritaire, qui gagne, et la faction libérale
- Incident de Fukushima, arrestation de membres du parti libéral (18 aout 1882)
- Incident de Chichibu, révolte paysanne proche du parti libéral (novembre 1884)
- Incident du discours républicain, problèmes politiques après un discours du Premier ministre Ōkuma Shigenobu (21 août 1898)
- Crise politique Taishō, bouleversements politiques (1912)
- Incident Siemens, collusion politique (janvier 1914)
- Incident Ōura, corruption de membres de la chambre des représentants de la diète (1915)
- Incident de Teijin, scandale politique provoquant la chute du gouvernement (1934)

### Tentatives de coups d'État
- Incident de mars, tentative de coup d'État (mars 1931) par la Société des fleurs de cerisier
- Incident d'octobre, tentative de coup d'État (21 octobre 1931) par la Société des fleurs de cerisier
- Incident de la Ligue du sang, assassinats politiques (février-mars 1932)
- Incident du 15 mai, tentative de coup d'État (15 mai 1932)
- Incident de l'académie militaire, tentative de coup d'État (novembre 1934) par la Faction de la voie impériale
- Incident d'Aizawa, assassinat (12 aout 1935) par un membre la Faction de la voie impériale
- Incident du 26 février, tentative de coup d'État (26-29 février 1936) par la Faction de la voie impériale
- Incident de Kyūjō, tentative de coup d'État à la suite de la défaite (14-15 aout 1945)
- Incident de Matsue, rébellion militaire à la suite de la défaite (24 aout 1945)

### Répression politique
- Affaire Kume, démission forcé du professeur d'université Kume Kunitake après sa publication d'un article critiquant le système du shintoïsme d'État (1892)
- Incident du drapeau rouge, rassemblement anarchiste réprimé par la police (22 juin 1908)
- Incident de haute trahison ou Kōtoku, complot socialo-anarchiste pour assassiner l'empereur (1910)
- Incident de Kameido, crime policier contre des syndicalistes (début septembre 1923)
- Incident d'Amakasu, crime policier contre des anarchistes (16 septembre 1923)
- Incident de Toranomon, tentative d'assassinat du prince régent Hirohito par un communiste (27 décembre 1923)
- Incident du 15 mars, répression anticommuniste (1928)
- Incident de Takigawa ou de l'université de Kyoto, répression gouvernementale face aux universitaires s'intéressant aux racines sociales de déviances (octobre 1932)

### Au sein de l'armée
- Incident de Takebashi, mutinerie d'une partie de la garde impériale japonaise (23 aout 1878)
- Incident des monts Hakkōda, 199 soldats meurent après s'être retrouvé piégés dans une tempête de neige (janvier-février 1902)

### Scandales environnementaux
- Incident des cerfs Sika (ja), brutaux décès en masse de cerfs Sika en raison des conditions climatiques (février-mars 1879)
- Scandale d'empoisonnement de la mine de cuivre d'Ashio (nl), pollution industrielle (à partir de 1892)
- Incident de la maladie Itai-Itai, contamination industrielle provoquant l'intoxication des habitants locaux (apparaissant en 1912)
- Incident de l'alcalin d'Osaka (ja), pollution industrielle d'une usine d'engrais (1915)

### Autres
- Troubles de Komoro (ja), querelle de clan au domaine de Komoro (1868)
- Troubles d'Inaba (ja), premier soulèvement d'agriculteurs (1869)
- Émeutes Goho (ja), oppositions bouddhistes à l'installation progressive du shintoïsme d'État (1870 à 1873)
- Incident de la réanimation de la préfecture d'Ishitestu (ja), le condamné à mort Tanaka Fujisaku se réanime dans son cercueil après sa pendaison mettant en lumière les mauvaises procédures des exécutions (1872)
- Émeutes des contribuables (ja), opposition d'agriculteurs contre le service militaire obligatoire (1873)
- Émeute d'Ise (ja), violente révolte d'agriculteurs contre la réforme de la taxe foncière de 1873 (18-24 décembre 1876)
- Incident de Komyoji (ja), incendie d'une usine du village de Komyoji durant lequel périssent 31 ouvrières (23 janvier 1900)
- Incident de Kawamata (ja), opposition d'agriculteurs contre l'installation d'une mine (13 février 1900)
- Scandale des manuels scolaires (ja), affaire de corruption sur l'attribution des fournitures de manuels des écoles (1902)
- Émeutes d'Ashio (ja), manifestations de mineurs (4-7 février 1907)
- Crise financière Shōwa, panique boursière (1927)

## Incidents hors du Japon
Cela inclut les batailles mineures tout comme les invasions majeures ou les crimes de guerre.

### Avec les Chinois
- Massacre de Port-Arthur, perpétré sur des Chinois (1894)
- Incident de Jinan, avec les Chinois et suivi d'une occupation japonaise (mai 1928)
- Incident de Huanggutun, assassinat d'un seigneur de la guerre chinois (4 juin 1928)
- Incident de Wanpaoshan, point de départ d'émeutes anti-chinoises (juillet 1931)
- Incident Nakamura, exécution sommaire de 4 Japonais par des Chinois (1er juillet 1931)
- Incident de Mukden, prétexte à l'invasion de la Mandchourie par les Japonais (18 septembre 1931)
- Incident de Tientsin, émeute à Tientsin fomentée par le colonel Kenji Doihara pour assurer une couverture à l'enlèvement de Puyi en Mandchourie (novembre 1931)
- Premier incident de Shanghai ou Guerre de Shanghai (1932), première tentative d'envahir la ville de Shanghai (28 janvier - 3 mars 1932)
- Incident du Nord Cháhāěr (en), arrestation de 4 soldats japonais par les Chinois (juin 1935)
- Incident Taminato, meurtre d'un marin japonais qui provoque l'envoi d'une troupe de 2 000 soldats japonais à Shanghai (23 septembre 1936)
- Campagne du Suiyuan, échec d'une tentative d’expansion soutenue par les Japonais en Mongolie intérieure (octobre-novembre 1936)
- Incident du pont Marco Polo, point de départ de la seconde guerre sino-japonaise (7 juillet 1937)
- Incident de Langfang (en), avec les Chinois (25 juillet 1937)
- Incident de Kuanganmen (en), attaque chinoise (26 juillet 1937)
- Incident ou Mutinerie de Tongzhou, retournement de Chinois pro-japonais contre ces derniers (29 juillet 1937)
- Second incident de Shanghai ou Bataille de Shanghai (1937), prise de la ville de Shanghai (13 aout - 26 novembre 1937)
- Massacre de Nankin, meurtre de centaines de milliers de civils chinois (13 décembre 1937 – février 1938)
- Incident du Kweilin (en), avion civil chinois abattu par l'armée japonaise au-dessus de la rivière des Perles, première agression contre un avion civil de l'histoire (24 aout 1938)
- Tragédie de Panjiayu (en), massacre de civils chinois (25 janvier 1941)

### Avec les Coréens
- Incident de Ganghwa ou de l'Unyo, escarmouche entre un fort coréen et un navire japonais (20 septembre 1875)
- Incident de Jingo ou Incident d'Imo, révolte militaire en Corée visant notamment les Japonais (23 juillet 1882)
- Incident ou Affaire des 105, arrestation de centaines de Coréens après de multiples tentatives d'assassinats de dignitaires japonais (1912)
- Soulèvement du 1er Mars, plus importante manifestation populaire coréenne contre l'occupation japonaise (1er mars 1919)
- Bataille de Fengwudong, affrontement entre des milices indépendantistes coréennes et des forces japonaises en Mandchourie (6-7 juin 1920)
- Bataille de Qingshanli (en), autre affrontement entre des groupes indépendantistes coréens et des forces japonaises en Mandchourie (21-28 octobre 1920)
- Mouvement du 10 juin, manifestation d'étudiants coréens contre l'occupation japonaise (10 juin 1926)
- Mouvement d'indépendance étudiant de Gwangju (en), autres manifestations d'étudiants coréens contre l'occupation japonaise (octobre-novembre 1929)
- Attentat de Shanghai, attentat à la bombe de l'indépendantiste coréen Yoon Bong-gil contre des officiers militaires japonais (29 avril 1932)
- Bataille de Pochonbo, affrontement entre des militants indépendantistes coréens, menés par Kim Il-sung, et des forces japonaises (4 juin 1937)
- Incident des femmes de réconfort coréennes, système d'esclavage sexuel (1937-1945)

### Avec les Taïwanais
- Incident de Mudan, massacre de naufragés japonais (novembre 1871)
- Expédition de Taïwan, raid punitif après le massacre des naufragés (mai 1874)
- Incident de Beipu (en), première résistance armée des Taïwanais contre les autorités japonaises (novembre 1907)
- Incident de Tapani (en), révolte contre l'occupation japonaise (1915)
- Incident de Wushe, plus importante et dernière rébellion contre les forces coloniales japonaises à Taïwan (fin 1930)

### Avec les Russes et Soviétiques
- Incident du Hitachi Maru, interception de transports de troupes japonais par les russes pendant la Guerre russo-japonaise (15 juin 1904)
- Incident de Nikolaïevsk, massacre de soldats et civils japonais et Russes blancs par des Soviétiques (février-mars 1920)
- Incident de l'île Kanchazu (en), accrochage entre troupes soviétiques et japonaises (juin 1937)
- Incident de Changkufeng plus connue comme la bataille du lac Khassan, contre les Soviétiques (juillet - août 1938)
- Incident de Nomonhan ou Bataille de Halhin Gol, contre les Soviétiques (mai - septembre 1939)
- Incident du bureau télégraphique de Maoka (ja), suicide par empoisonnement de neuf opératrices téléphoniques à Karafuto avant l'arrivée des troupes soviétiques (août 1945).

### Avec les Américains
- Incident du Panay, attaque aérienne japonaise contre un navire américain sur le fleuve Yang-Tze Kiang (12 décembre 1937)
- Incident du Tutuila (en), attaque aérienne japonaise contre un navire américain à Chongqing, (31 juillet 1941)
- Incident du Shin'yō Maru (en), mort de 668 prisonniers de guerre alliés lors du naufrage d'un convoi japonais (7 septembre 1944)
- Incident de Chichi-jima, meurtre et cannibalisme de cinq pilotes américains (fin 1944)
- Incident de la grotte des Nègres, assassinat à Okinawa de trois soldats américains violeurs (1945)

### Avec les Britanniques, Australiens et Néo-Zélandais
- Incident de Tianjin (en), blocus japonais contre une concession britannique à Tianjin (juin-août 1939)
- Incident des baraquements de Selarang (en), mauvais traitements de prisonniers de guerre britanniques et australiens refusant de signer un serment les engageant à ne pas essayer de s'enfuir (30 août-5 septembre 1942)
- Mutinerie du camp de prisonniers de guerre de Featherston se terminant par la mort de 48 Japonais et de 1 Néo-Zélandais (25 février 1943)
- Incident de Takenaga, reddition d'un bataillon japonais à l'armée australienne le 3 mai 1945